# Яков, сын Сталина
«Яков, сын Сталина» (груз. ომი ყველასთვის ომია) — советский художественный фильм 1990 года, военная драма, созданная на киностудии Грузия-фильм. Снял фильм режиссёр Деви Абашидзе по сценарию, написанному совместно с Бадри Чохонелидзе.
Этот фильм известен и под другим названием — «Война, для всех война». Главные роли в этом фильме исполнили Заза Колелишвили, Евгений Джугашвили, Герберт Шторм, Александр Медзмариашвили и Лев Гаврилов. Премьера фильма в СССР состоялась в 1990 году в Тбилиси.

## Сюжет
Главный герой фильма — Яков Джугашвили, старший сын Сталина. В фильме показана драма и трагедия его жизни, когда во время Великой Отечественной войны в звании старшего лейтенанта РККА он попадает в плен к немцам, затем находится в лагере для военнопленных, где в конце концов и погибает.

## В ролях
- Заза Колелишвили — Яков Джугашвили
- Евгений Джугашвили — И. В. Сталин
- Герберт Шторм — фельдмаршал Клюге
- Александр Медзмариашвили
- Лев Гаврилов
- Важа Пирцхалаишвили
- Ия Нинидзе — Юлия Мельцер
- Лиана Асатиани — Сефора
- Имеда Кахиани — Семен
- Мурман Джинория
- Картлос Марадаишвили

## Съёмочная группа
- Авторы сценария: Бадри Чохонелидзе и Деви Абашидзе
- Режиссёр: Деви Абашидзе
- Оператор: Абесалом Майсурадзе
- Композитор: Бидзина Квернадзе
- Художник-постановщик: Наум Фурман
- Звукорежиссёр: Гарри Кунцев

## Технические данные
- СССР, 1990 год
- Тбилиси, Грузия-фильм
- Военная драма
- Цветной, моно, 89 мин.
- Оригинальный язык — грузинский

## Другие названия
- Название латиницей: Stalinis shvili, Omi kvelastvis omia
- Русское название: Яков, сын Сталина, Война, для всех война
- Русское название латиницей: Yakov, syn Stalina, Voina, dlia vsekh voina
- Английское название: Son of Stalin, War Is for Everyone